# Kleudelburg

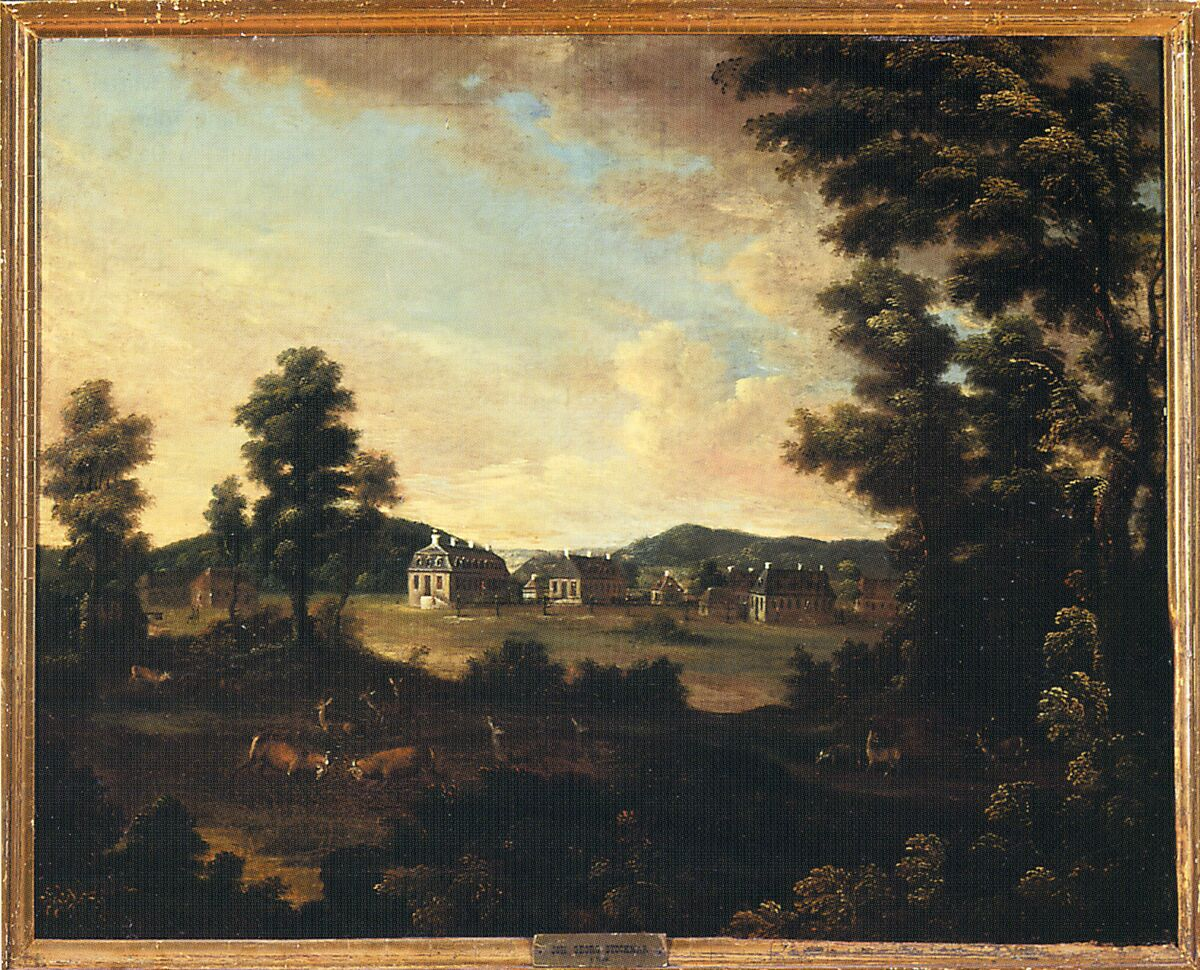
Die Kleudelburg (Gemälde von Johann Georg Stockmar, 18. Jhdt.)

Die Kleudelburg war ein Jagdschloss der Landgrafen von Hessen-Darmstadt nördlich von Dodenau, einem heutigen Stadtteil von Battenberg (Eder) im Landkreis Waldeck-Frankenberg in Hessen. An ihrer Stelle befindet sich heute ein 1884 erbautes Forsthaus mit Nebengebäuden.

## Lage
Die Kleudelburg befand sich auf 438 m Höhe im Dodenauer Forst am südöstlichen Abhang des Kleudelbergs etwa 5 km nordwestlich von Battenberg, zwischen dem Kuhwiesenberg (536 m) im Nordwesten und der Lindenhardt (469 m) im Südosten. Von der Battenberger Oberstadt ist das heutige Forsthaus zu sehen. Die Kleudelburg war und ist noch immer auf drei Seiten von Wald umgeben, nur nach Südosten öffnet sich der Blick auf Battenberg und in das Tal der Eder.

## Geschichte

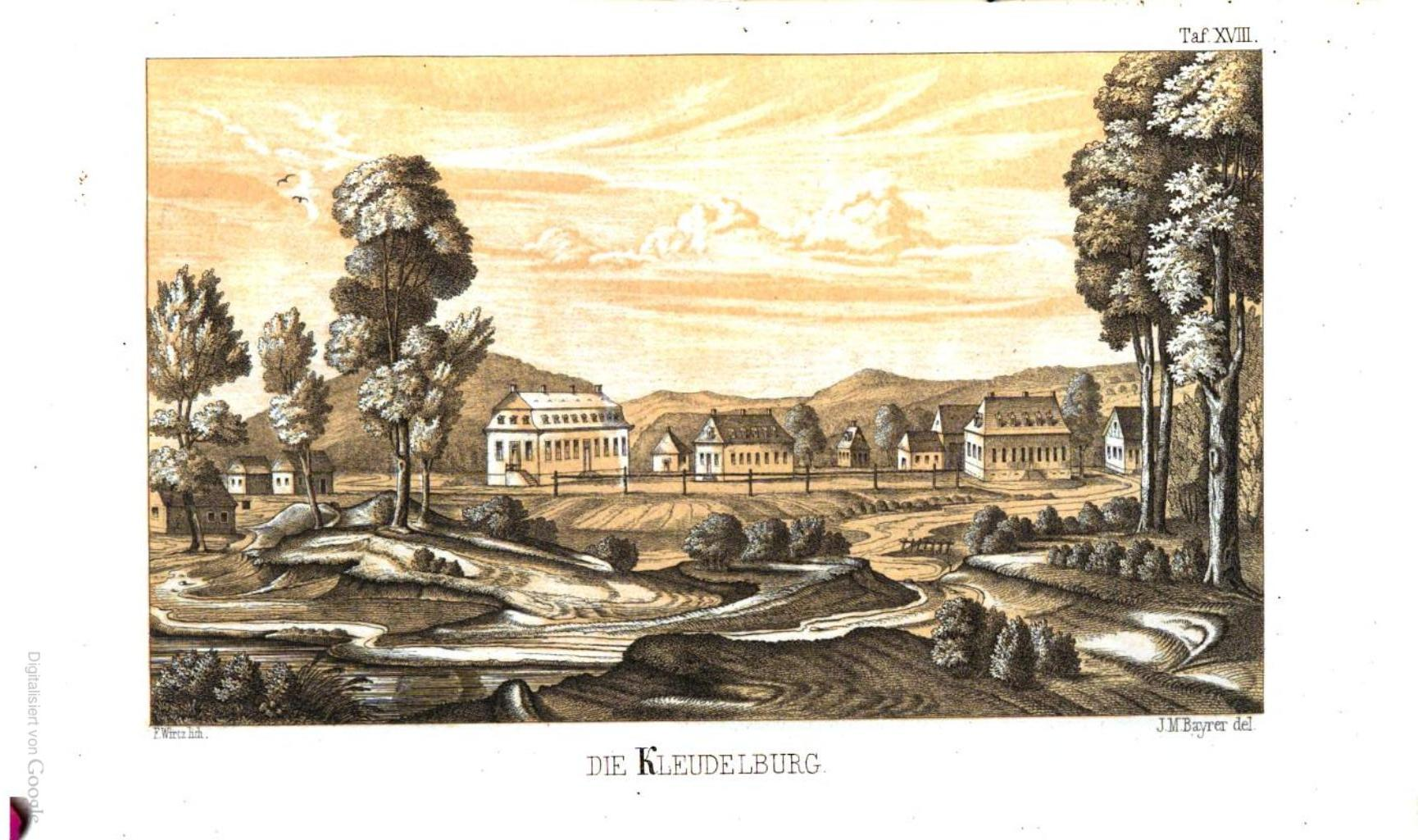
Das Gelände des Jagdschlosses in einer späteren Lithografie von 1850 (C. F. Günther und Jakob Meinrad Bayrer)

### Bau und Nutzung
Die ausgedehnten Waldgebiete des hessischen Hinterlands bei Battenberg, das 1627 an die Landgrafschaft Hessen-Darmstadt gefallen war, waren bekannt für ihren Wildreichtum. Um die Wende zum 18. Jahrhundert, während der Herrschaft von Landgraf Ernst Ludwig (1667–1739), begann auch in Hessen-Darmstadt, in Nachahmung des luxuriösen Lebensstils des französischen Königshofs und Hochadels, die hohe Zeit des höfischen Jagdwesens. Ernst Ludwigs überaus große Jagdleidenschaft kam in der Anlage von vielen neuen Jagdschlössern zum Ausdruck.
Um 1703 wurde im Battenberger Forst, dessen Rotwildbestand zu dieser Zeit als der beste in ganz Oberhessen galt, etwa 1,5 km nördlich von Battenberg am Nordufer der Eder der Jagdhof Neu-Jägersdorf, die heutige Kröge, erbaut. In den Jahren 1721/22 erhielt der dazugehörige Jagdbezirk mit dem Bau des Jagdschlosses Kleudelburg  etwa 3 km weiter nordwestlich sein Prunkstück. Baudirektor war Oberst Helfrich Müller (1686–1759) aus Gießen, der für viele Jagdhäuser verantwortlich zeichnete. Dabei wurde auch auf Bausubstanz in Neu-Jägersdorf zurückgegriffen: so wurde im Juli 1722 ein dort abgebrochener Stall zur Kleudelburg gebracht und dort neu errichtet.
Die Kleudelburg basierte auf dem Konzept des Maison de plaisance, einem Stil, der ab dem 17. Jahrhundert in Frankreich entwickelt wurde. Dazu gehörten die Lage in freier Natur, die Auflösung des geschlossenen Baukörpers und die strikte Trennung der Wohngebäude von denen des Ökonomiebereiches. Ebenso typisch waren das französische Mansardwalmdach und die Vermeidung von sichtbarem Fachwerk.
Ähnlich dem Schloss Wolfsgarten oder dem Jagdschloss Mönchbruch diente die Anlage der Parforcejagd, die vom Landgrafen 1709 aus Frankreich eingeführt worden war. Diese erforderte Jagdanlagen, die für Reiter und schnelle Ritte geeignet waren: mit möglichst ebenem Gelände und vielen vom Schloss ausgehenden Schneisen.
Die im Laufe mehrerer Jahre noch bis 1732 erweiterte Anlage bestand aus einer Anzahl von Wohngebäuden, Stallungen, Remisen und verschiedenen Nebengebäuden. Hauptbau war das Schloss selbst, mit einem Hauptgeschoss auf dem Kellersockel und einem Dachgeschoss im Mansardwalmdach. Hinzu kamen mehrere Kavalierhäuser, ein Jagdzeughaus, zwei Marställe, sowie Küche, Waschhaus, Schlachthaus, Marketenderhäuschen, Wildbretshäuschen, Wachthaus, Kohleschuppen, Hundezwingerhaus usw. Eine Pferdetränke befand sich im Tal unterhalb der Kleudelburg.
Der Kleudelburg etwa 4 bis 5 km westlich bis nordwestlich vorgelagert war eine Kette ehemals befestigter Schutz- und Jagdhöfe, die bereits von Landgraf Philipp dem Großmütigen auf der letzten Gebirgskette des Rothaargebirges auf hessischem Gebiet entlang der Grenze zur Grafschaft Sayn-Wittgenstein-Berleburg errichtet worden waren. Zu diesen gehörten die heutigen Höfe Burbach, Rudolfsgraben, Burghelle, Binsenbach und Fallgrube sowie das alte Zollgehöft Ohelle.
Die Landgrafen Ernst Ludwig und Ludwig VIII. kamen im Abstand von jeweils einigen Jahren auf die Kleudelburg, um dort insbesondere Rotwild zu jagen: Ernst Ludwig kam im Oktober 1730 und im Oktober 1734, Ludwig VIII. in den Jahren 1742 und 1747. Teilweise noch erhaltene Jagdsteine erinnern an von den Landesherren erlegte Kapitalhirsche, und besonders prachtvolle Geweihe hängen heute im Jagdschloss Kranichstein in Darmstadt; eine Leihgabe von dort befindet sich im Hinterlandmuseum in Biedenkopf.

### Ende
Landgraf Ludwig IX. hatte kein Interesse an der Jagd. Auch war er sich dessen bewusst, dass die höfische Jagd mit erheblichen Kosten verbunden war und dass insbesondere die Parforcejagd der Landwirtschaft erheblichen Schaden verursachte. Aus diesem Grund und im Hinblick auf die zerrütteten Staatsfinanzen schaffte er nahezu unmittelbar nach seinem Regierungsantritt 1768 die Parforcejagd ab und leitete den Verkauf der meisten Jagdschlösser ein. Unter anderem befahl er am 7. Oktober 1769, die inzwischen recht baufällig gewordene Kleudelburg zum Verkauf auf Abbruch freizugeben. Das Mobiliar war entweder nach Darmstadt zu bringen oder zu verkaufen. Die Tapeten, die inneren Fenstervorhänge, das kupferne Küchengeschirr und die englische Wanduhr sollten in Gießen bei der dortigen, für Oberhessen zuständigen Rentkammer abgeliefert werden. Die Öfen wurden verkauft.
Eine Anzahl der Gebäude wurde ab 1770 versteigert, sorgfältig abgebaut und an anderen Orten wieder aufgebaut. Mehrere Häuser, darunter zwei Marstallgebäude, das „für 430 Gulden ersteigerte Haus mit den zwei Flügeln, worinnen ehedem die fürstlichen Livree Bedienten logierten“ und das Hundezwingerhäuschen wurden von dem Stadthauptmann Stapp aus Biedenkopf gekauft und bei dem von ihm und dem Regierungsrat Klingelhöfer 1773 gegründeten Auhammer, einem Eisenhammerwerk in der Flussaue der Eder bei Battenberg, neu errichtet; eines dieser Gebäude steht dort noch heute.
Das Jagdzeughaus wurde vom Grafen von Sayn-Wittgenstein-Berleburg gekauft und in Berleburg als Marstall aufgebaut. Das Kavalierhaus (auch Pagenwohnung) wurde vom reitenden Förster Hartmann gekauft, der es zu seinem Wohnhaus machte. Das Küchengebäude wurde als Wohnhaus in Dodenau aufgebaut. Das Bedientenhaus und mehrere Wohnhäuser wurden von Jacob Seipp aus Battenberg, dem Käufer der Kröge, gekauft und auf der Kröge verwendet.
Der Überlieferung nach schenkte Landgraf Ludwig VIII. den Hauptbau von Kleudelburg dem für den Kupferbergbau im Ittertal verantwortlichen Oberberginspektor Ludwig Balthasar Müller († 1746) in Thalitter, der es im dortigen Meierhof als das “Große Haus” wieder errichten ließ. Dies berichtet z. B. C. F. Günther in seinem 1853 erschienenen Werk Bilder aus der Hessischen Vorzeit, Allerdings heißt es beim Geschichtsverein Itter-Hessenstein, dass das Große Haus nicht von der Kleudelburg ins Ittertal versetzt, sondern nach dendrochronologischen Untersuchungen bereits 1679 mit Holz aus jener Zeit und in Thalitter für Georg III. von Hessen-Darmstadt zu Itter erbaut worden sei. In der Tat passt das Große Haus stilistisch nicht zu dem ab 1721 errichteten Gebäudeensemble von Kleudelburg, und der Kaufbrief aus dem Jahre 1718 weist eindeutig aus, dass es zu diesem Zeitpunkt bereits in Thalitter stand. Als Landgraf Ernst Ludwig 1719 das Bergwerk in Thalitter besuchte, wohnte er in diesem Haus. Es ist möglich, aber angesichts seiner Größe wenig wahrscheinlich, dass das Haus vor dem 1721 beginnenden Ausbau der Kleudelburg zum großen Jagdhof dort stand, aber dann wegen der wirtschaftlich bedeutenden Entwicklung im Ittertal nach Thalitter transferiert und einem finanziell einträglicheren Zweck zugeführt wurde.

## Heutiger Zustand
Die letzten Gebäude wurden, soweit sie nicht bereits verfallen waren, 1779 auf Abbruch verkauft. In der Mitte des 19. Jahrhunderts bestand an der Stelle des einstigen Jagdschlosses ein Bauernhof mit einstöckigem Wohnhaus aus Holz, einer Scheune mit Stallung, einem Brunnen und einem Backhaus.
Heute sind von der ursprünglichen Anlage nur noch der Brunnen sowie, unter der im Jahre 2004 renovierten Scheune, ein Wildkeller mit Tonnengewölbe erhalten.
Das heutige Forsthaus wurde 1884 erbaut.
Der 2009 eingeweihte, etwa 12 km lange Wanderweg „Lindenhardt“ in Dodenau (Markierung: gelbes „L“ auf blauem Spiegel; Gehzeit ca. 3 Stunden) führt vom Wildgehege Dodenau hoch zur Kleudelburg, dann an einem Hirschstein vorbei hinab ins Edertal und wieder zurück auf den Bergrücken von Dodenau.
Koordinaten: 51° 2′ 37″ N, 8° 35′ 23″ O